# Volo Meridian 3032
Il volo Meridian 3032 è stato un collegamento merci operato dalla compagnia aerea ucraina Meridian dall'aeroporto di Niš "Costantino il Grande" in Serbia all'aeroporto internazionale di Dacca-Hazrat Shahjalal in Bangladesh, con vari scali intermedi. Il 16 luglio 2022, l'Antonov An-12BK che stava operando il volo si schiantò 16 km a ovest dell'aeroporto Internazionale di Kavala, in Grecia, nel tentativo di effettuare un atterraggio di emergenza proprio in quell'aeroporto.
Il velivolo trasportava 11,5 tonnellate di munizioni che continuarono a esplodere fino al giorno dopo, ostacolando l'ispezione del sito dell'incidente.

## L'aereo
Il velivolo coinvolto era un Antonov An-12 BK con numero di registrazione UR-CIC. Effettuò il suo primo volo nel 1971. Venne acquistato dalla compagnia aerea cargo ucraina Meridian nel gennaio 2022.

## L'equipaggio
L'equipaggio era composto da 8 persone, di nazionalità ucraina, che perirono nello schianto.

## L'incidente
Il volo partì alle ore 18:36 UTC da Niš, in Serbia, per dirigersi a Dacca, in Bangladesh, effettuando alcuni scali in Giordania, Arabia Saudita e India.
Alle 21:26 ora locale (19:26 UTC), mentre si trovava sopra il mar Egeo ad una altitudine di 21.000 piedi, l'aereo iniziò a perdere gradualmente quota. Alle 21:29 l'equipaggio effettuò una virata di 180 gradi nel tentativo di tornare indietro, raggiungendo la costa dopo 12 minuti. A quel punto l'aereo virò a destra, mentre continuava a perdere quota. Nelle fasi che precedettero lo schianto l'aereo raggiunse una velocità di discesa di 3000-4000 piedi al minuto, impattando al suolo a circa 35 km a ovest dell'aeroporto di Kavala. Secondo i media locali l'equipaggio comunicò all'ente di controllo del traffico aereo la perdita di uno dei motori.
Testimonianze oculari e video mostrarono come l'aereo fosse già in fiamme prima dello schianto.
Vennero udite esplosioni secondarie fino a due ore dopo l'incidente. Ai residenti entro un raggio di 2 km fu consigliato di serrare le finestre e rimanere al chiuso. I soccorritori e gli artificieri, insieme al personale della Commissione greca per l'energia nucleare, non riuscirono a procedere con l'ispezione del relitto a causa dell'incertezza sulla natura e sullo stato di qualsiasi residuo carico e residui. A tale scopo vennero adoperati alcuni droni per esaminare i rottami.

## Destinazione del carico d'armi
Essendo l'aereo precipitato nel corso della guerra tra Russia e Ucraina del 2022, Fu avanzata l'ipotesi che il carico d'armi fosse destinato all'Ucraina, destinazione smentita da una dichiarazione del ministro della Difesa serbo Nebojša Stefanović, mentre le autorità delle Forze armate del Bangladesh confermarono che il carico fosse loro destinato, acquistato dalla società bosniaca BA-METALEXPORT di proprietà polacca.